# 超“人”氣動物園
是一部2020年上映的韓國喜劇電影，改編自韓國漫畫家HUN創作的同名網絡漫畫，由《我的恐怖女友》、《二樓的惡人》的導演孫在坤執導，安宰弘、姜素拉、朴英奎、金盛吳、全汝彬及朴赫權領銜主演，講述動物園員工為了拯救倒閉困境的動物園，突發奇想讓人員假扮動物招攬遊客的經歷。
2020年1月15日於韓國上映，香港上映時間2020年2月13日，台灣上映時間2020年2月14日。。作品被中國大陸導演安小滿翻拍為2024年發行電影《動物園裡有什麼？》。

## 劇情概要
本電影講述一個人想重振一間即將停業的動物園，最終能否與一眾主角一起令動物園回復以往的熱鬧呢？

## 演員陣容

### 主要人物
- 安宰弘 飾演 姜太洙（港譯：薑寶寶），JH集團律師事務所實習律師。
- 姜素拉（童年：徐恩率（朝鲜语：서은솔）） 飾演 韓所願（港譯：Doc姐），東山動物園獸醫。
- 朴英奎 飾演 徐源章（港譯：收哥），東山動物園園長。
- 金盛吳 飾演 金健旭（港譯：Dick臣），東山動物園的科長。
- 全汝彬 飾演 金海慶（港譯：慢玉），東山動物園員工，便利商店工讀生。
- 朴赫權 飾演 黃鎭赫，JH集團代表。

### 其他人物
- 徐贤宇 飾演 吳秘書，JH集團職員。
- 張勝祖 飾演 成民（港譯：城城），便利商店老闆，海慶的男友。
- 朴亨洙 飾演 宋律師
- 金興來（朝鲜语：김흥래 (배우)） 飾演 黑鼻子
- 金秀珍 飾演 徐律師
- 尹大烈 飾演 河係長
- 李賢旭 飾演 閔喆玄（港譯：金大支）
- 吳載均 飾演 盧總會長
- 趙敏敬 飾演 狐狸飼養員
- 孫敬元（朝鲜语：손경원 (배우)） 飾演 JH集團警衛員
- 安成奉 飾演 中餐廳警衛員
- 韓思明（朝鲜语：한사명） 飾演 出警的警察
- 全雲鐘（朝鲜语：전운종） 飾演 出警的警察
- 楊末福 飾演 大樓主人
- 金菲菲 飾演 被解僱的職員
- 金可琳 飾演 被解僱的職員
- 金賢（朝鲜语：김현 (배우)） 飾演 被解僱的職員
- 朴基龍（朝鲜语：박기륭） 飾演 被解僱的職員
- 張元亨（朝鲜语：장원형） 飾演 僑胞男子
- 宋柔炫（朝鲜语：송유현 (1983년)） 飾演 僑胞女子
- 曹珢逌（朝鲜语：조은유 (배우)） 飾演 幼兒園老師
- 宋德鎬（朝鲜语：송덕호） 飾演 普通遊客
- 李佳京（朝鲜语：이가경） 飾演 普通遊客
- 文東赫 飾演 普通遊客
- 柳正浩（朝鲜语：유정호） 飾演 太洙的哥哥
- 盧秀珊娜（朝鲜语：노수산나） 飾演 太洙的二姐

### 特别出演
- 韩艺璃 飾演 闵彩玲常務（港譯：金比），閔喆玄的妹妹。
- 金基天 飾演 高代表，動物裝製作師。

## 製作

### 拍攝
電影《超“人”氣動物園》於2019年10月開鏡，11月結束拍攝。

## 外部連結
- Daum上《超“人”氣動物園》的資料

- 韩国电影数据库（KMDb）上《超“人”氣動物園》的資料
- 互联网电影数据库（IMDb）上《獸頭救兵》的资料（英文）
- 豆瓣电影上《超“人”氣動物園》的資料 （简体中文）